# Joegoslavisch handbalteam junioren (vrouwen)
Het Joegoslavisch handbalteam junioren is het nationale onder-19 en onder-20 handbalteam van Joegoslavië. Het team vertegenwoordigde Joegoslavië in internationale handbalwedstrijden voor vrouwen.

## Resultaten

### Wereldkampioenschap handbal onder 20
| Wereldkampioenschap handbal onder 20 | Wereldkampioenschap handbal onder 20                  | Wereldkampioenschap handbal onder 20                  | Wereldkampioenschap handbal onder 20                  | Wereldkampioenschap handbal onder 20                  | Wereldkampioenschap handbal onder 20                  | Wereldkampioenschap handbal onder 20                  | Wereldkampioenschap handbal onder 20                  | Wereldkampioenschap handbal onder 20                  |
| Jaar                                 | Resultaat                                             | Wed                                                   | W                                                     | G                                                     | V                                                     | DV                                                    | DT                                                    | DS                                                    |
| ------------------------------------ | ----------------------------------------------------- | ----------------------------------------------------- | ----------------------------------------------------- | ----------------------------------------------------- | ----------------------------------------------------- | ----------------------------------------------------- | ----------------------------------------------------- | ----------------------------------------------------- |
| 1977                                 | 1ste                                                  | 5                                                     | 5                                                     | 0                                                     | 0                                                     | 82                                                    | 62                                                    | +20                                                   |
| 1979                                 | 3de                                                   | 8                                                     | 6                                                     | 1                                                     | 1                                                     | 163                                                   | 91                                                    | +72                                                   |
| 1981                                 | 2de                                                   | 7                                                     | 6                                                     | 0                                                     | 1                                                     | 184                                                   | 110                                                   | +77                                                   |
| 1983                                 | 4de                                                   | 6                                                     | 4                                                     | 0                                                     | 2                                                     | 148                                                   | 119                                                   | +29                                                   |
| 1985                                 | 8ste                                                  | 8                                                     | 3                                                     | 0                                                     | 5                                                     | 168                                                   | 183                                                   | −15                                                   |
| 1987                                 | 5de                                                   | 7                                                     | 4                                                     | 1                                                     | 2                                                     | 138                                                   | 135                                                   | +3                                                    |
| 1989                                 | 4de                                                   | 7                                                     | 5                                                     | 0                                                     | 2                                                     | 167                                                   | 155                                                   | +12                                                   |
| 1991                                 | 9de                                                   | 7                                                     | 3                                                     | 0                                                     | 4                                                     | 151                                                   | 159                                                   | −8                                                    |
| 1993                                 | Niet deelgenomen aan kwalificatie/niet gekwalificeerd | Niet deelgenomen aan kwalificatie/niet gekwalificeerd | Niet deelgenomen aan kwalificatie/niet gekwalificeerd | Niet deelgenomen aan kwalificatie/niet gekwalificeerd | Niet deelgenomen aan kwalificatie/niet gekwalificeerd | Niet deelgenomen aan kwalificatie/niet gekwalificeerd | Niet deelgenomen aan kwalificatie/niet gekwalificeerd | Niet deelgenomen aan kwalificatie/niet gekwalificeerd |
| 1995                                 | Niet deelgenomen                                      | Niet deelgenomen                                      | Niet deelgenomen                                      | Niet deelgenomen                                      | Niet deelgenomen                                      | Niet deelgenomen                                      | Niet deelgenomen                                      | Niet deelgenomen                                      |
| 1997                                 | Niet deelgenomen                                      | Niet deelgenomen                                      | Niet deelgenomen                                      | Niet deelgenomen                                      | Niet deelgenomen                                      | Niet deelgenomen                                      | Niet deelgenomen                                      | Niet deelgenomen                                      |
| 1999                                 | 8ste                                                  | 8                                                     | 4                                                     | 0                                                     | 4                                                     | 219                                                   | 200                                                   | +19                                                   |
| 2001                                 | 12de                                                  | 8                                                     | 3                                                     | 0                                                     | 5                                                     | 198                                                   | 228                                                   | −30                                                   |
| 2003                                 | Gekwalificeerd, niet deelgenomen                      | Gekwalificeerd, niet deelgenomen                      | Gekwalificeerd, niet deelgenomen                      | Gekwalificeerd, niet deelgenomen                      | Gekwalificeerd, niet deelgenomen                      | Gekwalificeerd, niet deelgenomen                      | Gekwalificeerd, niet deelgenomen                      | Gekwalificeerd, niet deelgenomen                      |
| Totaal                               | 10/14                                                 | 71                                                    | 43                                                    | 2                                                     | 26                                                    | 1.618                                                 | 1.442                                                 | +179                                                  |

 Kampioenen   Runners-up   Derde plaats   Vierde plaats

### Europese kampioenschappen onder 19
| Europees kampioenschap handbal onder 19 | Europees kampioenschap handbal onder 19 | Europees kampioenschap handbal onder 19 | Europees kampioenschap handbal onder 19 | Europees kampioenschap handbal onder 19 | Europees kampioenschap handbal onder 19 | Europees kampioenschap handbal onder 19 | Europees kampioenschap handbal onder 19 | Europees kampioenschap handbal onder 19 |
| Jaar                                    | Resultaat                               | Wed                                     | W                                       | G                                       | V                                       | DV                                      | DT                                      | DS                                      |
| --------------------------------------- | --------------------------------------- | --------------------------------------- | --------------------------------------- | --------------------------------------- | --------------------------------------- | --------------------------------------- | --------------------------------------- | --------------------------------------- |
| 1996                                    | Niet gekwalificeerd                     | Niet gekwalificeerd                     | Niet gekwalificeerd                     | Niet gekwalificeerd                     | Niet gekwalificeerd                     | Niet gekwalificeerd                     | Niet gekwalificeerd                     | Niet gekwalificeerd                     |
| 1998                                    | Niet gekwalificeerd                     | Niet gekwalificeerd                     | Niet gekwalificeerd                     | Niet gekwalificeerd                     | Niet gekwalificeerd                     | Niet gekwalificeerd                     | Niet gekwalificeerd                     | Niet gekwalificeerd                     |
| 2000                                    | 9de                                     | 6                                       | 2                                       | 0                                       | 4                                       | 143                                     | 174                                     | −31                                     |
| 2002                                    | Niet gekwalificeerd                     | Niet gekwalificeerd                     | Niet gekwalificeerd                     | Niet gekwalificeerd                     | Niet gekwalificeerd                     | Niet gekwalificeerd                     | Niet gekwalificeerd                     | Niet gekwalificeerd                     |
| Totaal                                  | 1/4                                     | 6                                       | 2                                       | 0                                       | 4                                       | 143                                     | 174                                     | −31                                     |

 Kampioenen   Runners-up   Derde plaats   Vierde plaats

## Nationale juniorenteams voormalig Joegoslavië
| - Bosnië en Herzegovina - Kosovo - Kroatië - Noord-Macedonië | - Montenegro - Servië - Slovenië |